# Hartford (Kentucky)
Hartford is een plaats (city) in de Amerikaanse staat Kentucky, en valt bestuurlijk gezien onder Ohio County.

## Demografie
Bij de volkstelling in 2000 werd het aantal inwoners vastgesteld op 2571.
In 2006 is het aantal inwoners door het United States Census Bureau geschat op 2670, een stijging van 99 (3,9%).

## Geografie
Volgens het United States Census Bureau beslaat de plaats een oppervlakte van
6,7 km², geheel bestaande uit land. Hartford ligt op ongeveer 135 m boven zeeniveau.

## Geboren
- Virgil Earp (1843-1905), U.S. Marshal, sheriff, broer van Wyatt Earp
- Lawrence Peyton (1895-1918), acteur

## Plaatsen in de nabije omgeving
De onderstaande figuur toont nabijgelegen plaatsen in een straal van 24 km rond Hartford.